# Filmato di repertorio
Un filmato di repertorio (o filmato d'archivio) è una ripresa cinematografica su pellicola o video contenuto in un archivio di repertorio.

## Descrizione
Può trattarsi di riprese già originariamente effettuate con l'obiettivo di essere impiegate a tal fine, oppure di scarti di altre lavorazioni. In alcuni casi vengono utilizzate come repertorio anche immagini che già erano parte integrante di un'opera precedente.
Può anche essere riutilizzato in altre opere audiovisive, generalmente impiegata per contestualizzare un'azione o un avvenimento storico.

## Archivi di repertorio famosi
- BBC Motion Gallery
- Corbis
- Getty Images
- Internet Archive